# Pysznica (gemeente)
De gemeente Pysznica is een landgemeente in het Poolse woiwodschap Subkarpaten, in powiat Stalowowolski.
De zetel van de gemeente is in Pysznica.
Op 30 juni 2005 telde de gemeente 9 404 inwoners.

## Oppervlakte gegevens
In 2002 bedroeg de totale oppervlakte van gemeente Pysznica 147,82 km², waarvan:
- agrarisch gebied: 34%
- bossen: 59%

De gemeente beslaat 17,75% van de totale oppervlakte van de powiat.

## Demografie
Stand op 30 juni 2004:
| Omschrijving                   | Totaal | Totaal | Vrouwen | Vrouwen | Mannen | Mannen |
| ------------------------------ | ------ | ------ | ------- | ------- | ------ | ------ |
| eenheid                        | aantal | %      | aantal  | %       | aantal | %      |
| inwoners                       | 9273   | 100    | 4634    | 50      | 4639   | 50     |
| bevolkingsdichtheid (inw./km²) | 62,7   | 62,7   | 31,3    | 31,3    | 31,4   | 31,4   |

In 2002 bedroeg het gemiddelde inkomen per inwoner 1261,68 zł.

## Administratieve plaatsen (sołectwo)
Bąków, Brandwica, Chłopska Wola, Jastkowice, Kłyżów, Krzaki-Słomiana, Olszowiec, Pysznica, Studzieniec, Sudoły.

## Aangrenzende gemeenten
Janów Lubelski, Jarocin, Modliborzyce, Nisko, Potok Wielki, Radomyśl nad Sanem, Stalowa Wola, Ulanów, Zaklików